# Hirisamudra, Arsikere
Hirisamudra là một làng thuộc tehsil Arsikere, huyện Hassan, bang Karnataka, Ấn Độ.